# Ann Öberg
Ann Öberg, född 21 januari 1974, är en svensk nationalekonom. Sedan 9 december 2021 är hon vd för Almega.
Ann Öberg är filosofie doktor i nationalekonomi från Uppsala universitet och har haft flera ledande befattningar inom både näringsliv och organisationsvärlden.
Bland annat har hon varit chefsekonom samt samhällspolitisk chef på Svenskt Näringsliv samt chefsekonom på Handelsbanken. Under åren 2003-2013 hade Öberg olika roller på Finansdepartementet, Konjunkturinstitutet och Finanspolitiska rådet.  